# Chapelle seigneuriale de Boussu
La chapelle seigneuriale de Boussu est un édifice religieux dont l'origine remonte au XIIe siècle. Située à Boussu, elle a été reconstruite au XVIe siècle en même temps que l'église Saint-Géry qui lui est contigüe. Elle a servi de nécropole aux seigneurs et comtes de Boussu. La famille de Caraman, héritière des biens des Hennin-Liétard en 1804, a maintenu la tradition de s'y faire inhumer jusqu'à la fin du XIXe siècle. Désacralisée, la chapelle abrite aujourd'hui un musée d'art religieux.

## Description
Constituée d'une nef unique datant du XVIe siècle, la chapelle abrite le retable de la Vie de la Vierge, un mémorial médiéval, trois mausolées, un transi et un gisant du XVIe siècle, deux dalles funéraires et deux urnes. Elle abrite aussi diverses œuvres d'art provenant de l’église Saint-Géry de Boussu et de l’église Saint-Martin d’Hornu. Ces œuvres sont réparties dans les deux galeries supérieures. La crypte contient les restes d'une trentaine de membres des familles de Hennin-Liétard et de Caraman. La chapelle et ses mausolées ont été totalement restaurés en 2015 par l'Institut royal du Patrimoine artistique. Depuis 1970, l’intérieur de la chapelle seigneuriale ainsi que ses mausolées et gisants ont été ajoutés à la liste du patrimoine immobilier exceptionnel de la Wallonie.

### Le mémorial

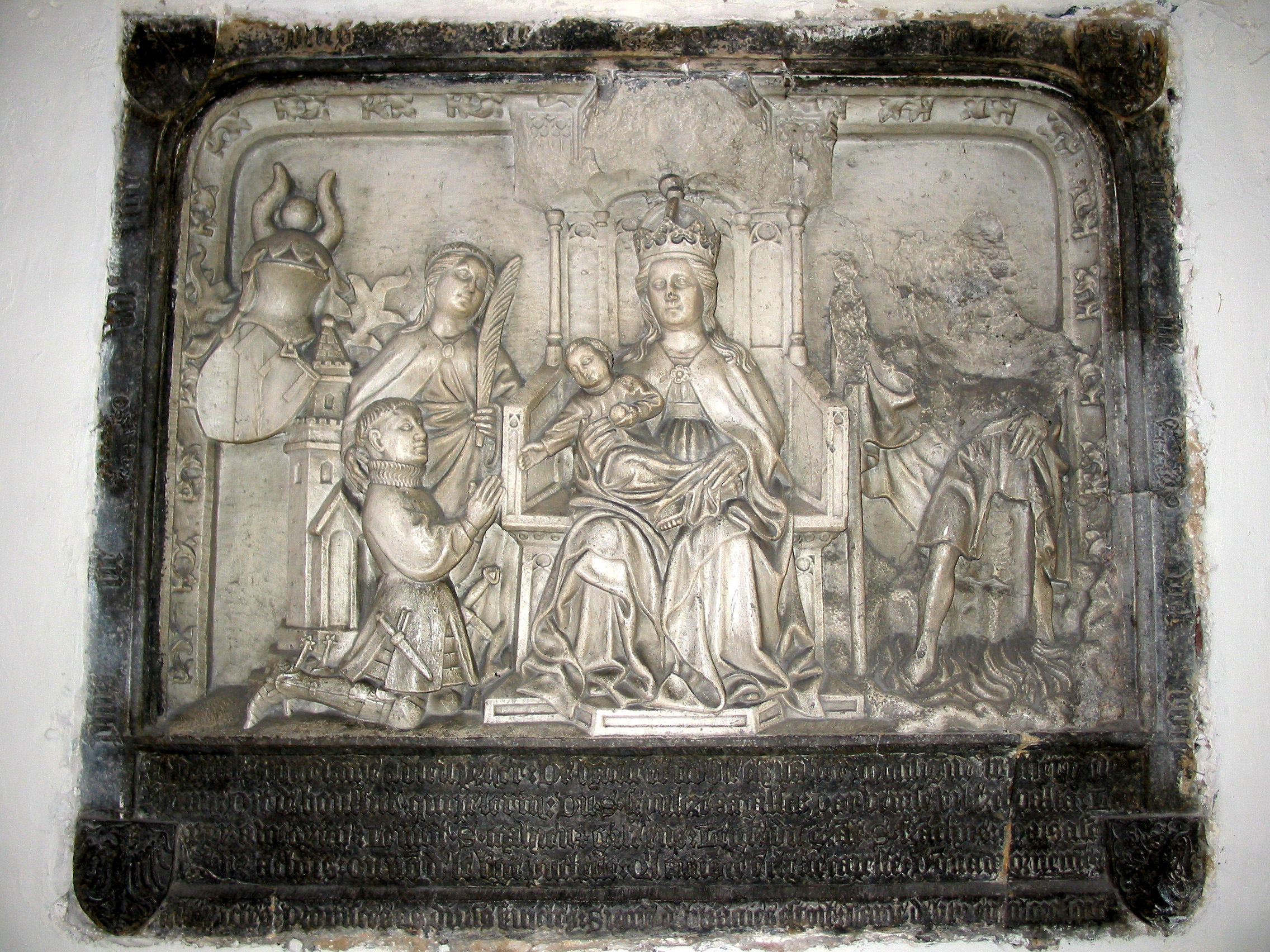
Mémorial de Thierry de Hennin-Liétard (1406-1430).

Le monument le plus ancien de la chapelle est le mémorial ou taulet en pierre — nom donné au XVe siècle à un bas-relief funéraire de l'école tournaisienne  — érigé en l'honneur de Thierry de Hennin-Liétard (1406-1430), mort à Venise alors qu'il revenait d'un  pèlerinage en Terre Sainte. 
La sculpture a subi des dégradations en 1572, effaçant le dais qui surmontait le trône de la Vierge ainsi que le haut du corps de Saint Christophe, à la gauche de la Vierge.

### Le retable de la vie de la Vierge
Depuis janvier 2023, la chapelle abrite le retable de la vie de la Vierge, qui se trouvait auparavant dans l’église Saint-Géry contigüe. Ce retable de style gothique en chêne polychrome a été réalisé entre 1515 et 1520. Ses dimensions sont de 178 x 210 x 25 cm. L'auteur en est inconnu, mais M. Lefftz et M. Debaene estiment qu'il s'agit de Maria Borman ou de Pasquier Borman. 
Le retable représente le cycle de la vie de la Vierge et celui de l'enfance du Christ jusqu'à la circoncision (à droite). Plusieurs scènes illustrent des épisodes décrits dans les évangiles apocryphes et la Légende dorée de Jacques de Voragine. Au bas du retable, le panneau de gauche montre l'adoration des bergers (l'enfant Jésus est absent); le panneau central représente quatre apôtres.

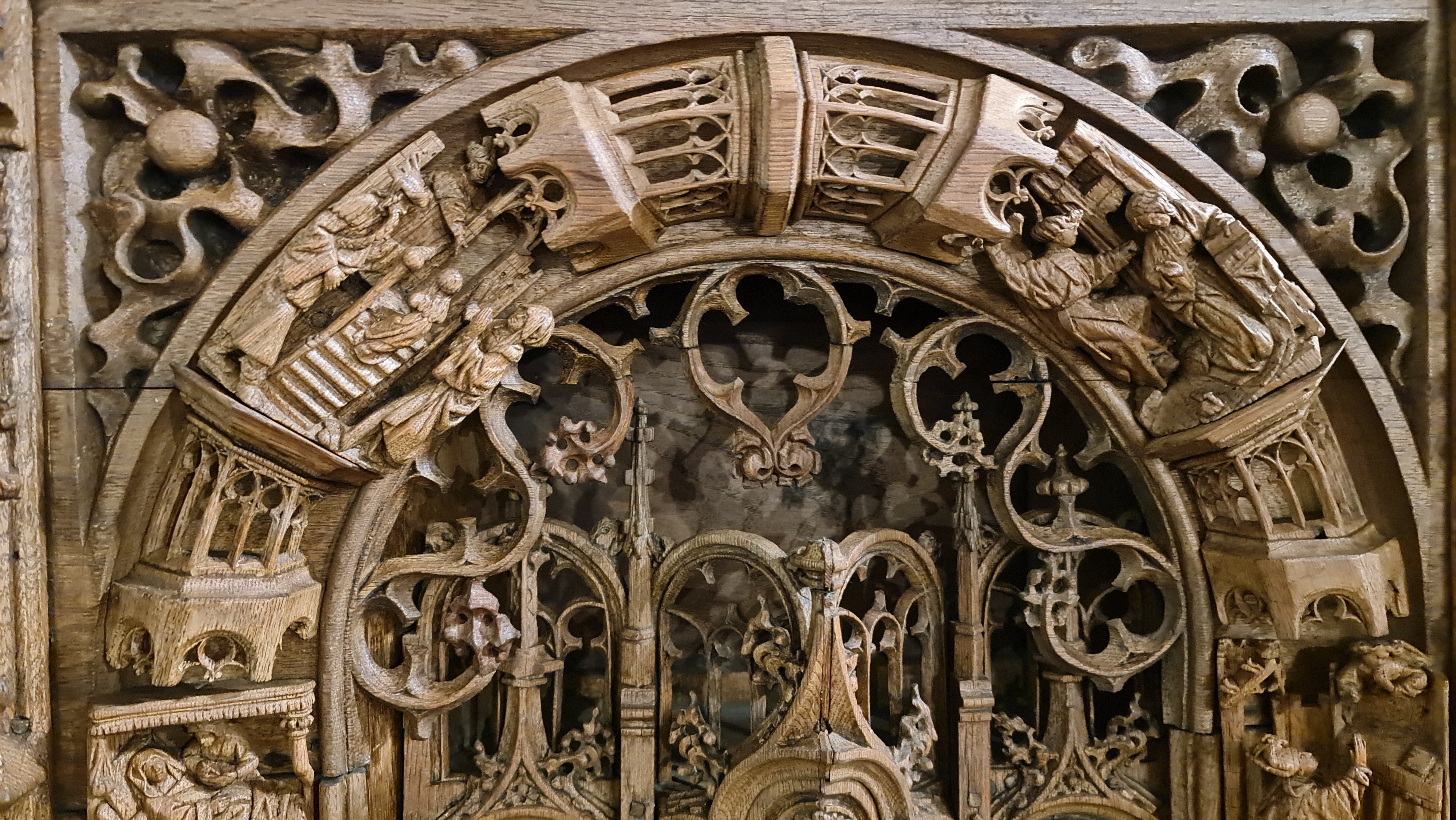
Voussure du panneau de gauche.

Au plan stylistique, les sculptures se caractérisent par un réalisme qui « s’attache par l’expression des gestes, des visages et des mains notamment à rendre l’atmosphère psychologique des événements évoqués. Certains groupes sculptés constituent à cet égard de véritables catalogues de réactions psychologiques » notamment dans le groupe entourant la dormition de la Vierge.
Le retable a été restauré en 2021-2022 par l’Institut royal du patrimoine artistique, qui y  a réintégré six groupes de statuettes au bas du retable, d'un total de douze personnages. Ces statuettes avaient été volées en 1914 puis longtemps détenues par le musée Musée Boijmans Van Beuningen de Rotterdam avant d'être récupérées en 2019 par décision judiciaire. Le travail de restauration a permis d'observer de nombreuses traces de polychromie sur tout le retable ainsi que des dorures sur les drapés et les éléments architecturaux. La patine noirâtre a été effacée pour ne garder que la patine naturellement rouge du chêne.
Le retable est placé dans une vitrine blindée située dans la galerie supérieure de la chapelle. Il réintégrera l'église Saint-Géry lorsque celle-ci sera restaurée et qu'elle pourra en garantir la sécurité. 

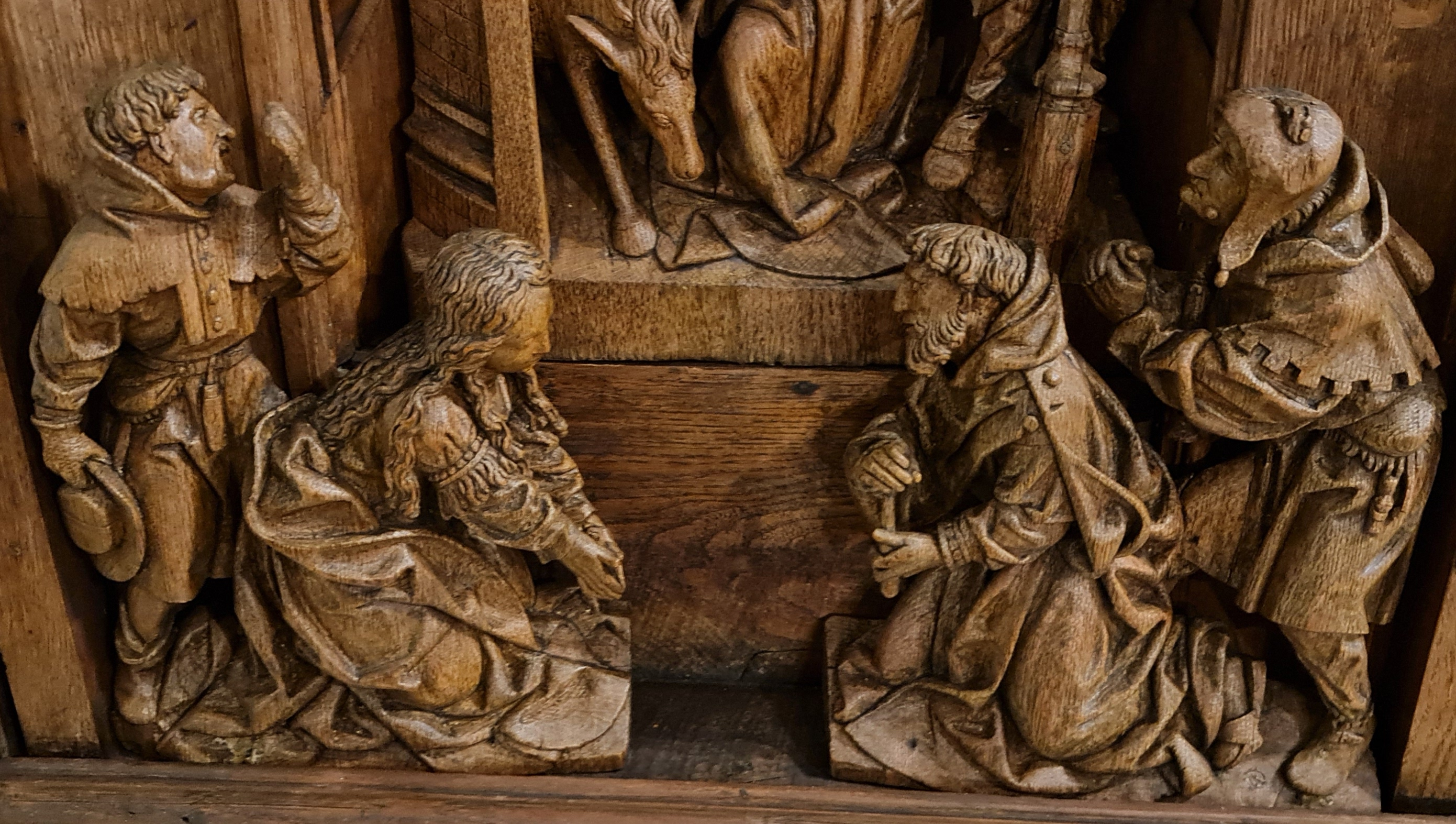
Nativité: berger - Marie - Joseph - berger. Le berceau avec l'enfant Jésus a disparu.
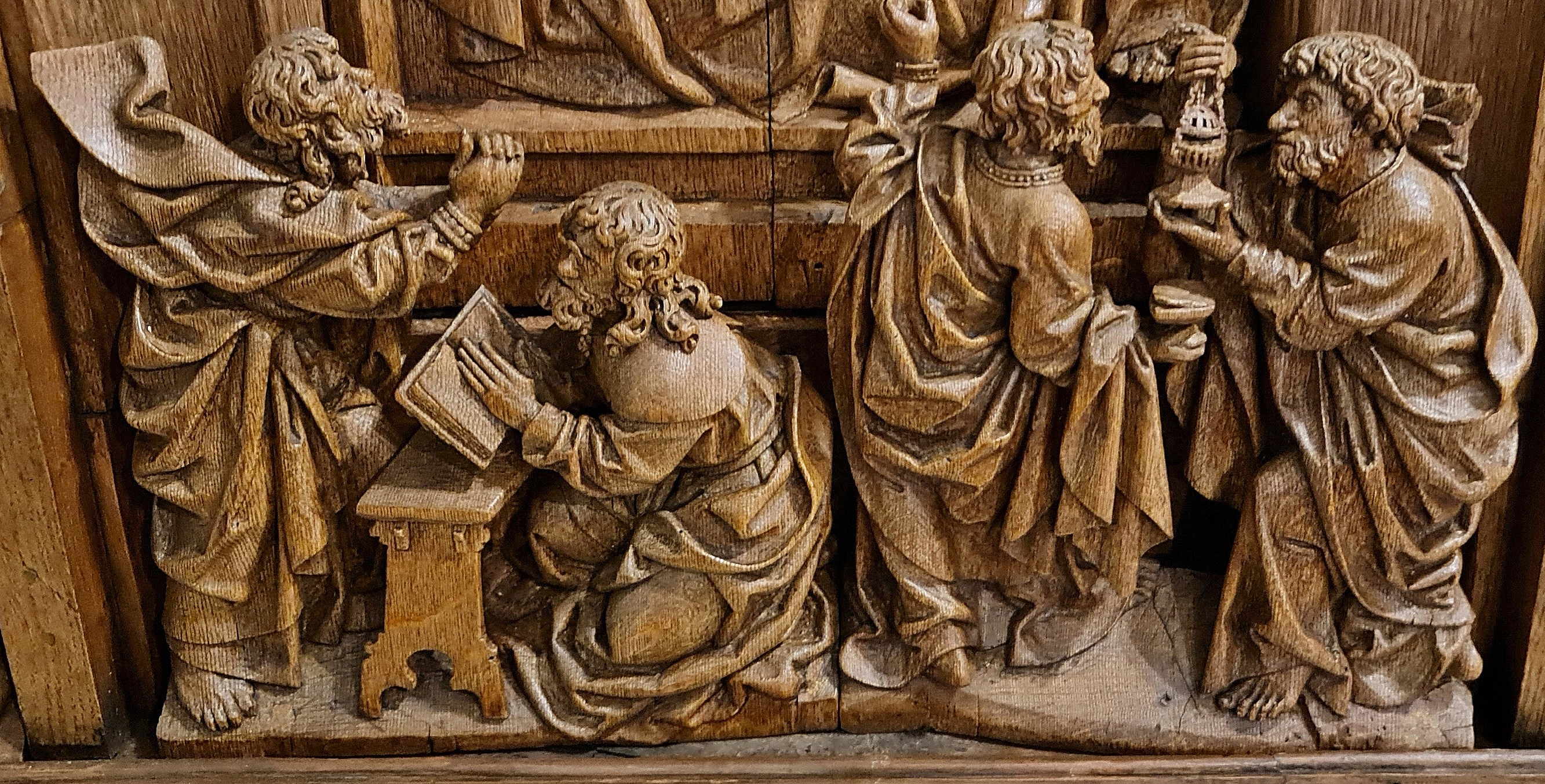
Groupe d'apôtres au bas du panneau central.
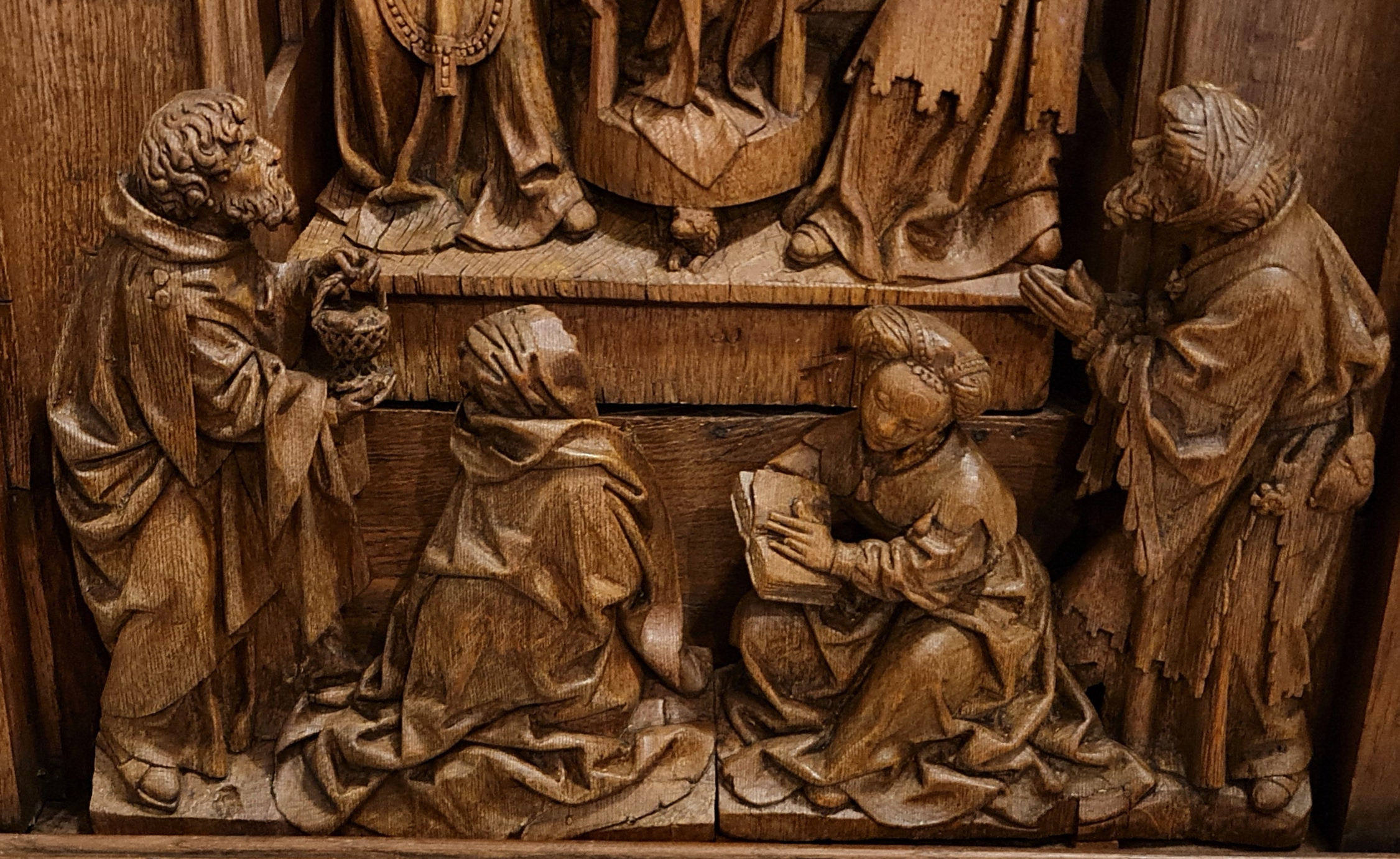
Au bas du panneau de droite : Joseph - Marie - Anne - Siméon.

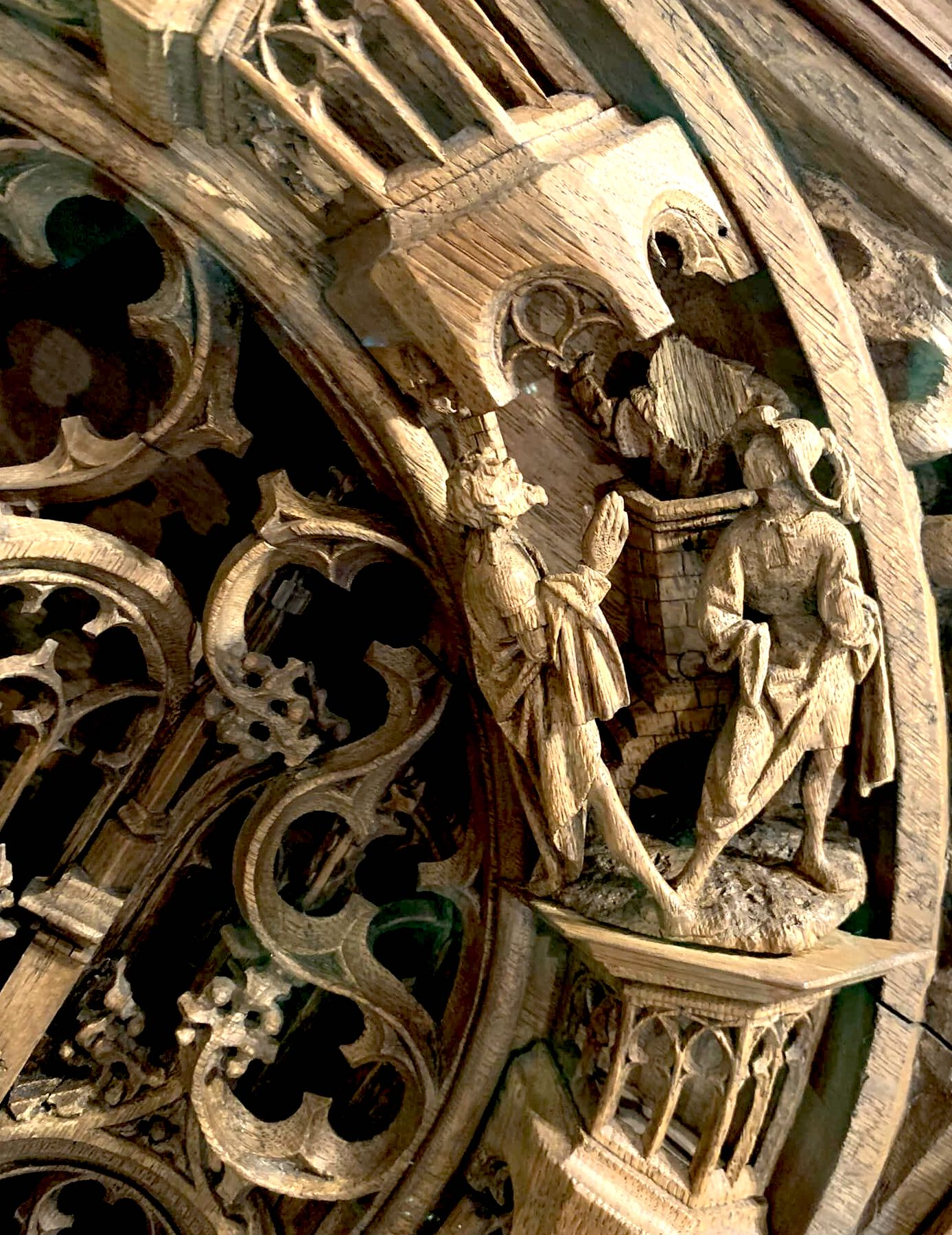
Destruction des idoles.
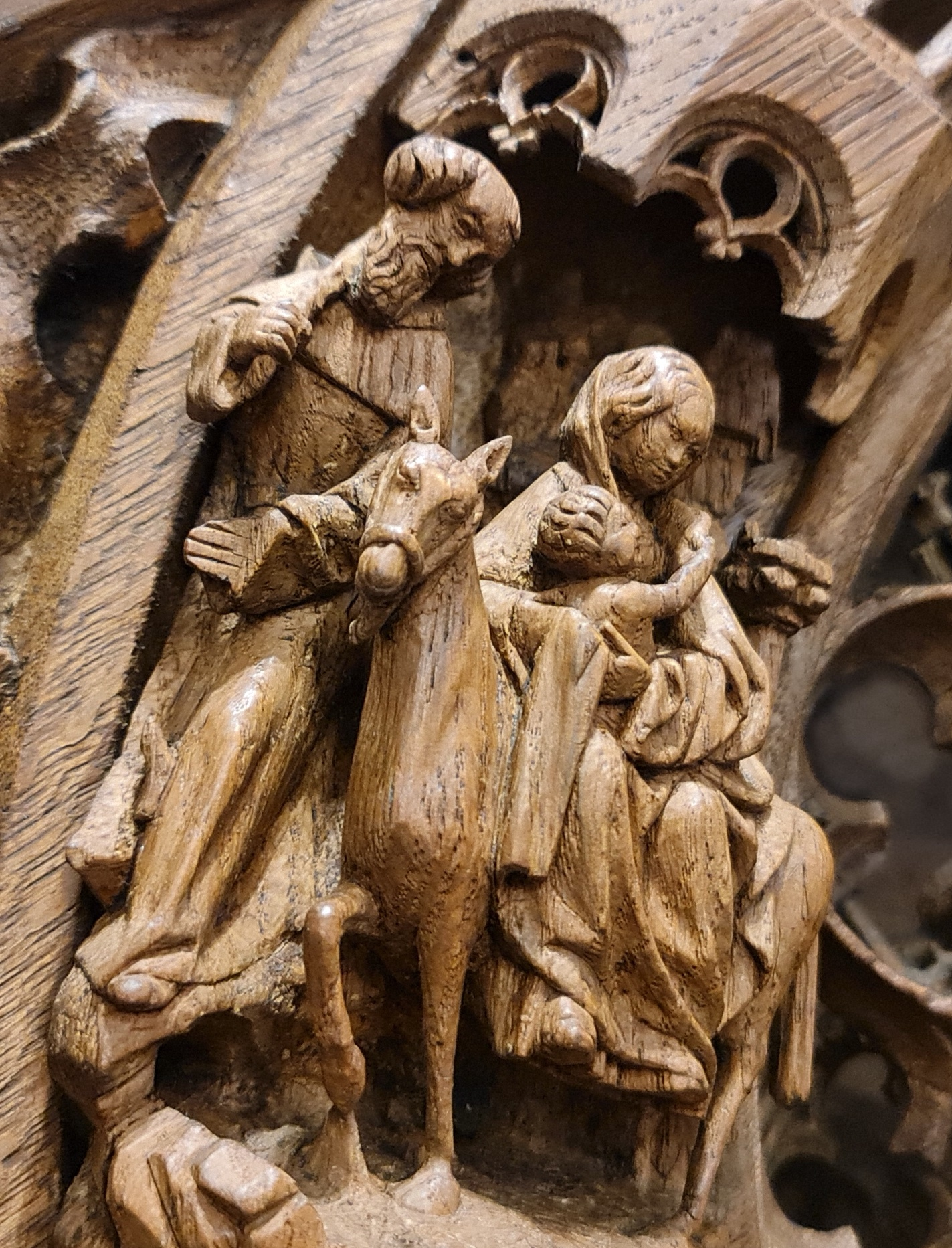
Fuite en Égypte. Voussure du panneau de droite.
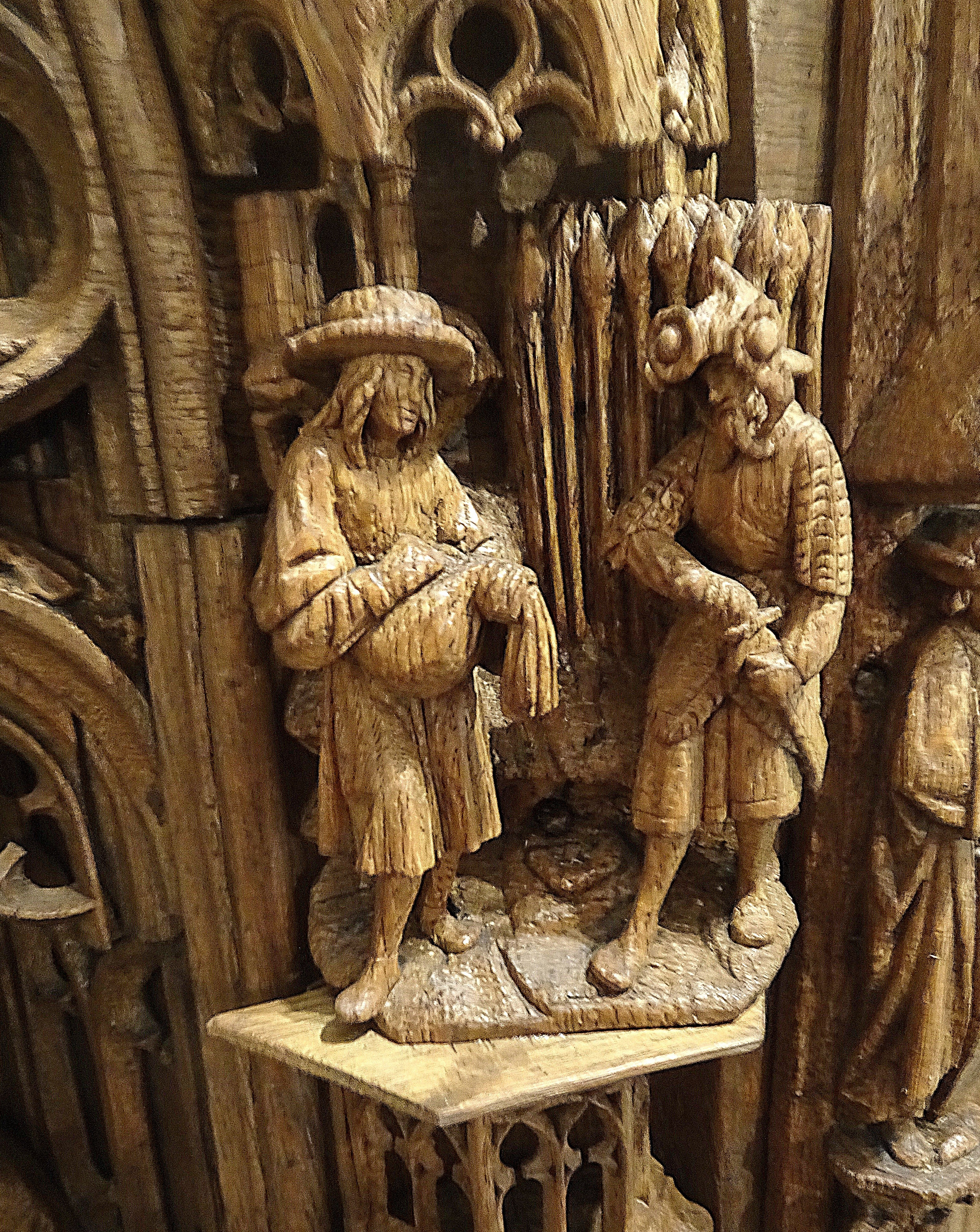
Selon un évangile apocryphe, alors qu'un soldat interrogeait un semeur, le blé a grandi miraculeusement pour cacher la sainte Famille[6].
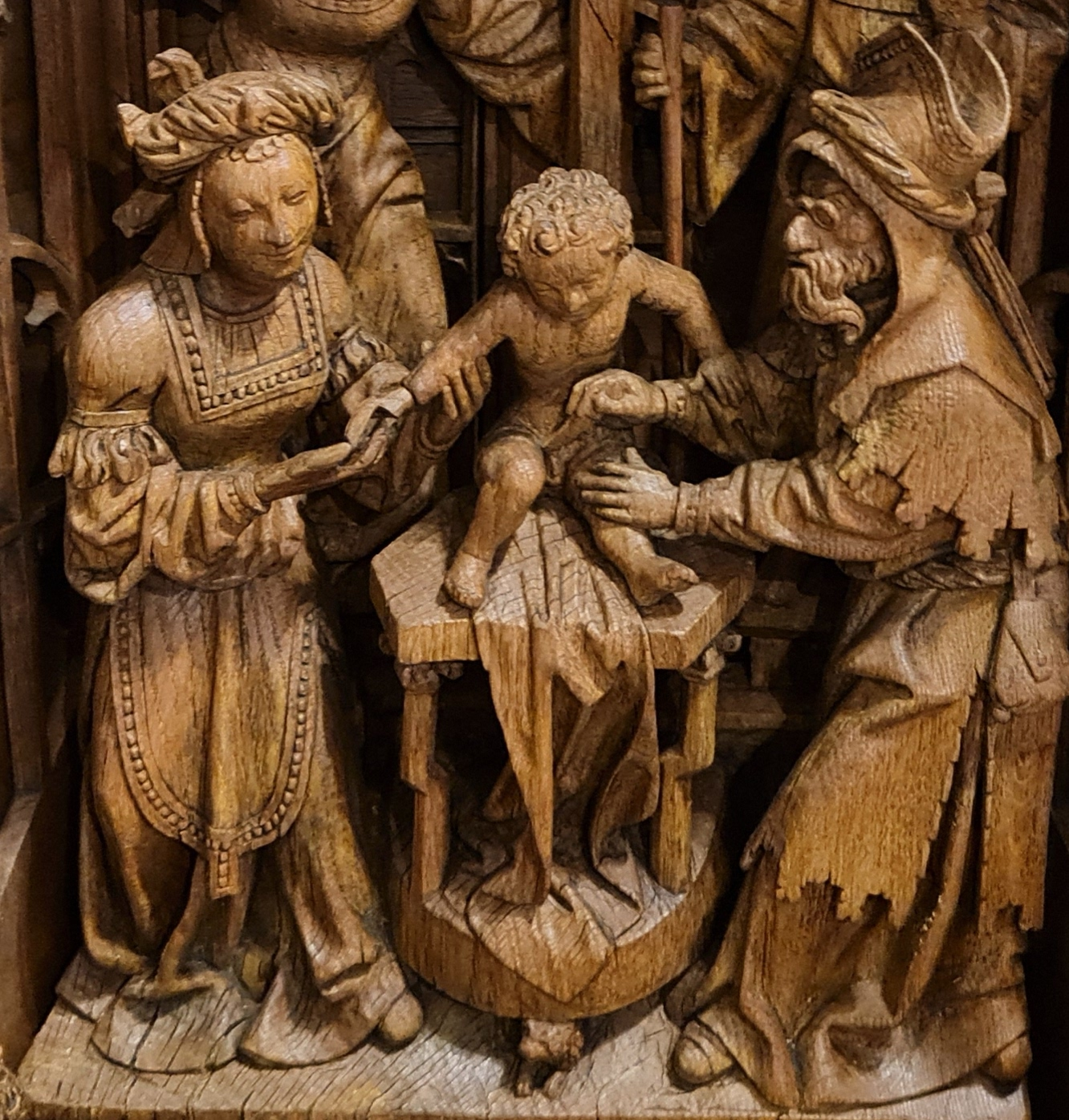
Circoncision. Le prêtre porte des besicles (lunettes sans branches), dont Bruxelles était alors un foyer de production.

### Les gisants
La chapelle compte deux gisants. Le premier est un transi, appelé « l'Homme à moulons », représentation fidèle d'un corps en putréfaction et couvert de vermine, en pierre de Baumberger. Datant de la première moitié du XVIe siècle, il est attribué à Colijn de Nole, artiste originaire de Cambrai, qui a travaillé principalement aux Pays-Bas, où il réalisa le tombeau de Renaud III de Brederode (1492-1556) à Vianen. Ce mausolée comporte aussi un transi dont le modèle est proche de celui de Boussu. La statue de l'Homme à moulons a participé à l'exposition Entre Paradis et Enfer, mourir au Moyen-Âge, en 2011, à Bruxelles.
L'autre gisant est en albâtre. Il est attribué à Jacques Du Broeucq, architecte et sculpteur renommé, qui travailla pour Marie de Hongrie, gouvernante des Pays-Bas, et construisit le château de Boussu pour Jean de Hennin-Liétard, premier comte de Boussu, dès 1539. D’une grande finesse d’exécution, ce gisant représente un personnage couché, à l’agonie ou qui vient de mourir, à l’aspect apaisé, contrairement au transi. Le gisant est posé à sa place d’origine sur un socle de marbre de Golzinne devant le mausolée de Jean de Hennin-Liétard. Cette sculpture fut une des pièces maîtresses de l’exposition I Fiamminghi a Roma 1508-1608, en 1995.

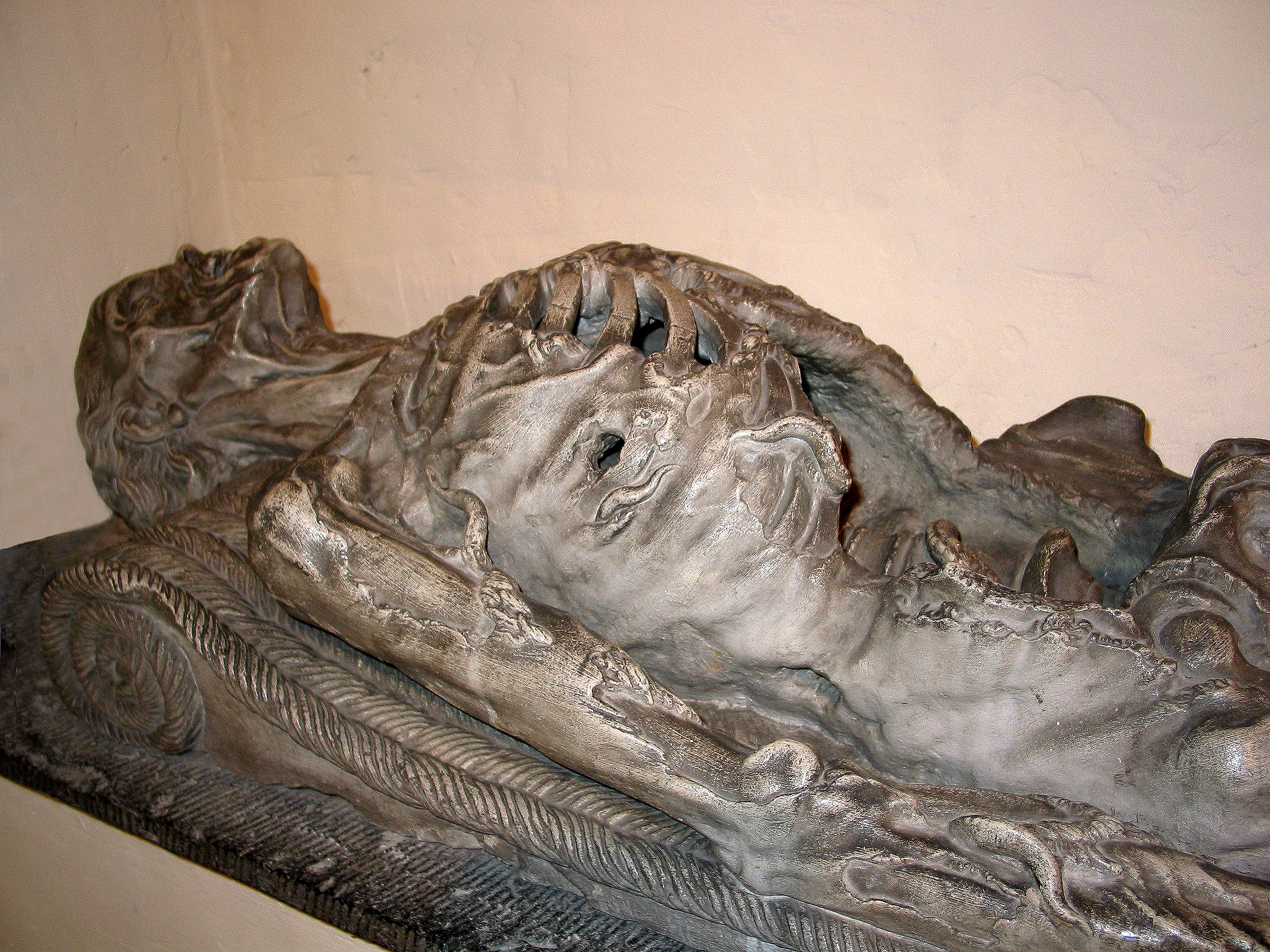
« L'Homme à moulons », gisant du XVIe siècle.
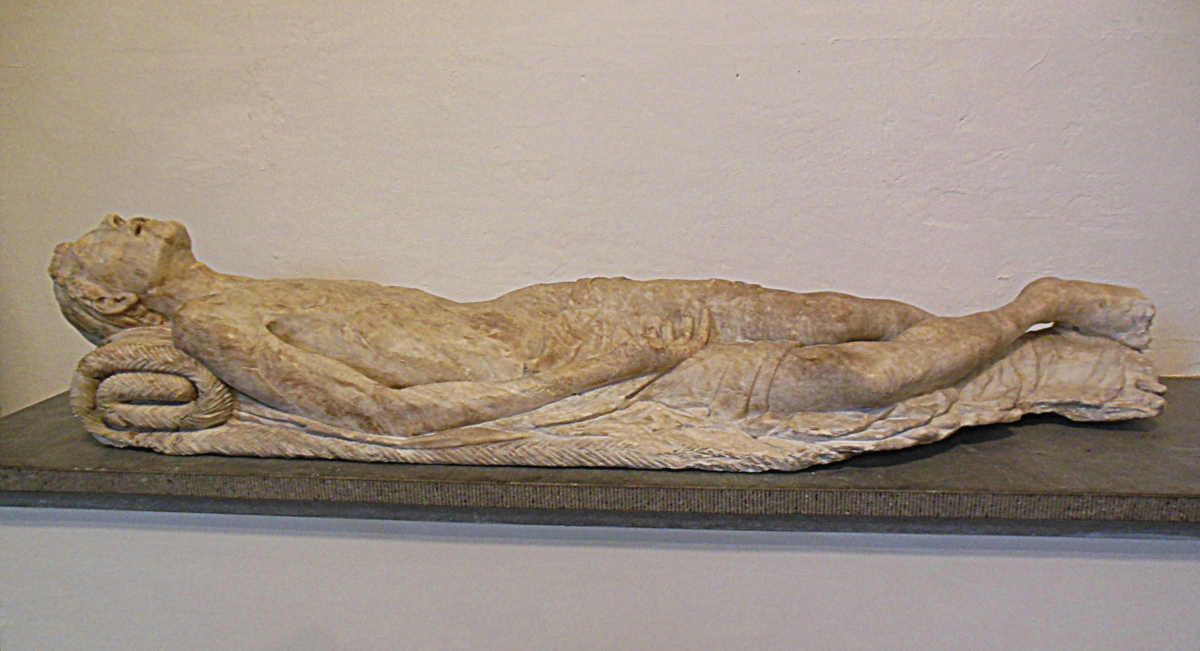
Gisant d'albâtre. Attribué à Jacques Du Broeucq XVIe siècle.

### Les mausolées
La chapelle abrite le mausolée de Jean V de Hennin-Liétard, premier et grand écuyer de Charles-Quint, chevalier de la Toison d'or, premier comte de Boussu en 1555, et de son épouse, Anne de Bourgogne, arrière-petite-fille d'Antoine, grand bâtard de Bourgogne, demi-frère de Charles le Téméraire. Attribué à Jacques Du Broeucq, ce cénotaphe combine albâtre, marbre rouge de Rance et marbre noir de Dinant. En 1572, les Huguenots français ont envahi la région et vandalisé la chapelle, endommageant les tombeaux. Ce mausolée fut réparé immédiatement et les statues du comte et de son épouse remplacées par des copies dues à Luc Petit, artiste valenciennois élève de Du Broeucq.
Un deuxième mausolée présente deux comtes de Boussu et leurs épouses en orants, Maximilien I de Hennin-Liétard, troisième comte de Boussu, et son épouse, Charlotte de Werchin, leur fils, Pierre II de Hennin-Liétard, quatrième comte de Boussu et son épouse, Marguerite de Croÿ. Entièrement réalisé en pierre d’Avesnes polychromée, ce tombeau est décoré de pilastres avec emblèmes de marine, à droite, Maximilien étant amiral de la flotte espagnole, et à gauche, avec canons et mousquets, Pierre étant général d’artillerie. Les quatre défunts sont agenouillés sur une table supportée par trois cariatides, figurant les vertus théologales de la Foi, la Charité et l’Espérance.

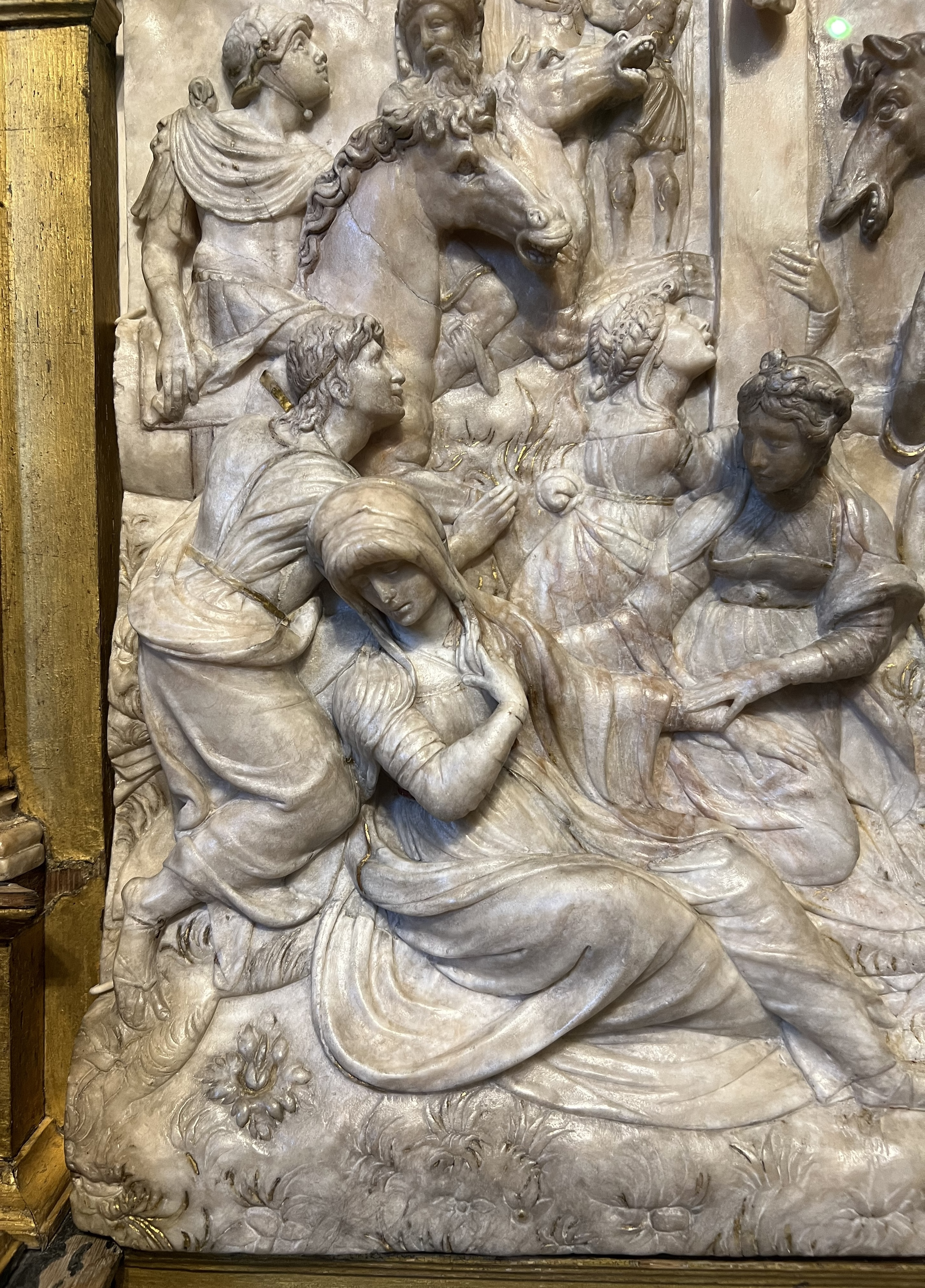
Détail de la sculpture en albâtre sur le retable en bois doré.

Un troisième mausolée combine un autel et un cénotaphe. De style baroque, il date d’environ 1625 et est consacré au cinquième comte de Boussu, Maximilien II de Hennin-Liétard, Grand maître d’hôtel des archiducs Albert et Isabelle, et son épouse Alexandrine-Françoise de Gavre. Il est composé d’éléments disparates : l’autel en pierre de Tournai provient du tombeau de Baudouin de Hennin-Liétard et de son épouse Jeanne de Mortagne, détruit en 1572 par les Huguenots, comme l’attestent les quatre blasons qui le décorent. La table et la marche de marbre blanc de Carrare ne sont pas non plus des pièces originales. 
Ce mausolée était surplombé jusqu'en 2014 par un retable en albâtre et bois doré dont la construction est très antérieure, car il date d'environ 1550, soit trois quarts de siècle avant le décès du comte Maximilien II. D'assez grande dimension pour un autel (163,4 cm x 142,2 cm x 24,8 cm), cet ajout visait peut-être à harmoniser le mausolée avec l’architecture traditionnelle des frontons brisés des autels de style baroque. Il provenait très certainement des collections de Jean V de Hennin-Liétard. Le bas-relief principal représente la scène de la Crucifixion avec la Vierge, Saint Jean, Saint Marc, Marie-Madeleine et les saintes femmes au pied de la croix, tandis que quatre cavaliers sont en arrière-plan entourés de soldats. Ces décorations d’albâtre sont combinées à des reliefs présentant des grotesques inspirés du style de Cornelis Floris de Vriendt,. La prédelle est illustrée par des figures de satyres féminins et masculins intégrés à des motifs floraux et de masques léonins. 
En mai 2021, cette section du mausolée a été restaurée par l’Institut royal du patrimoine artistique et placée dans une armoire blindée à hauteur d’homme. Un panneau en bois grisé aux dimensions exactes du retable a été placée à son ancien emplacement.

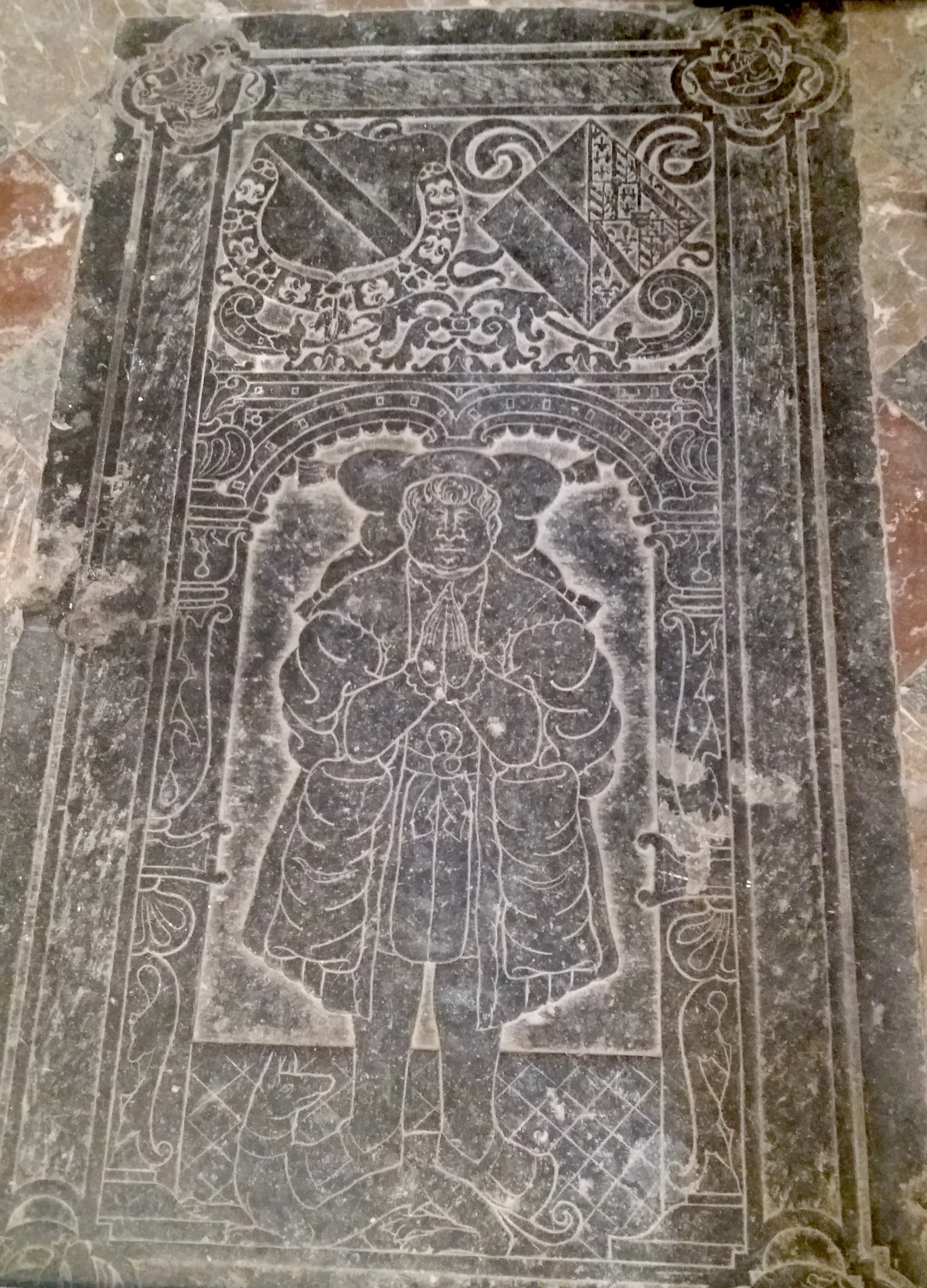
Dalle funéraire de Philippe de Hennin-Liétard (1535-1542).
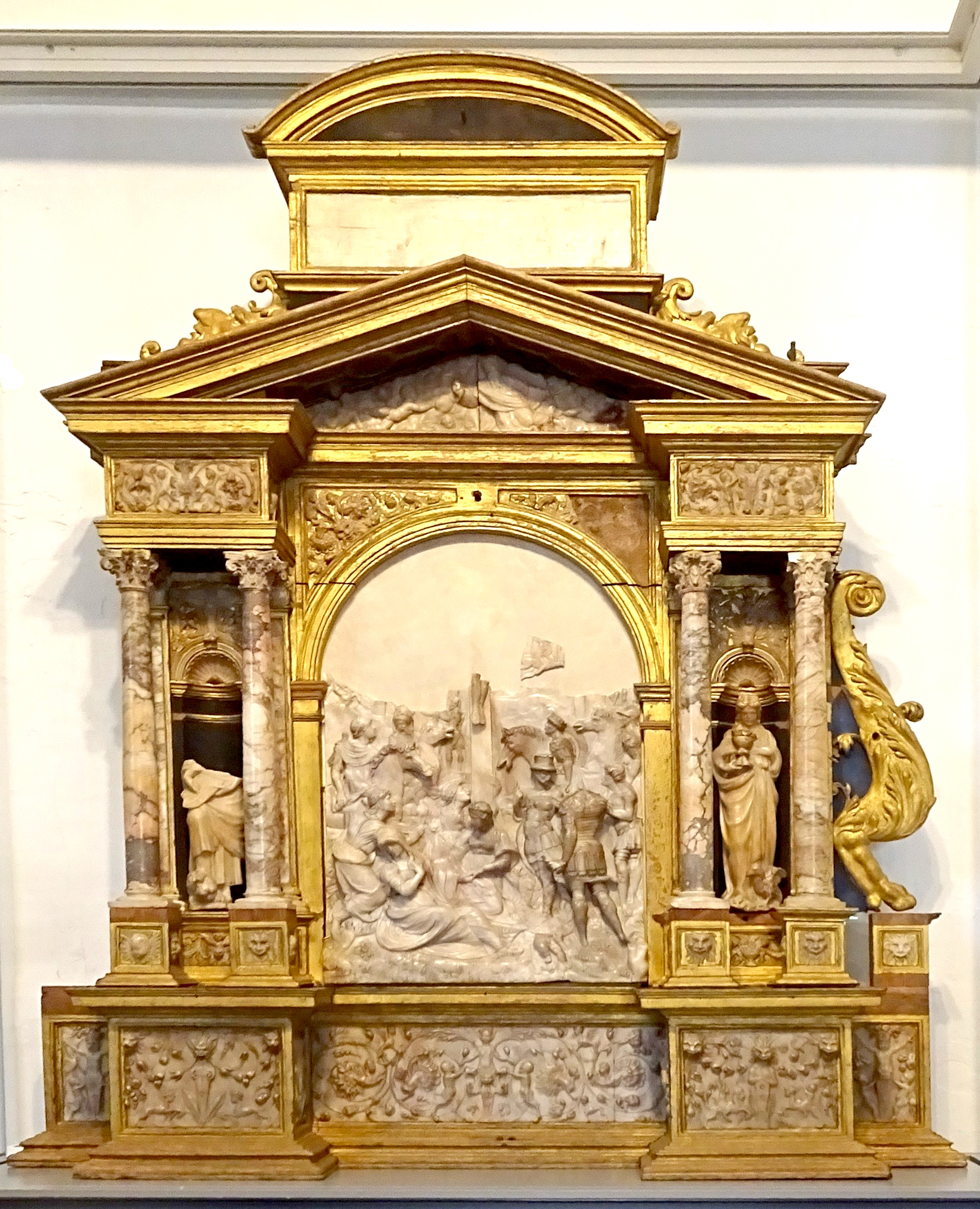
Retable en albâtre et bois doré (réutilisé pour surmonter le mausolée de Maximilien II) (1550).
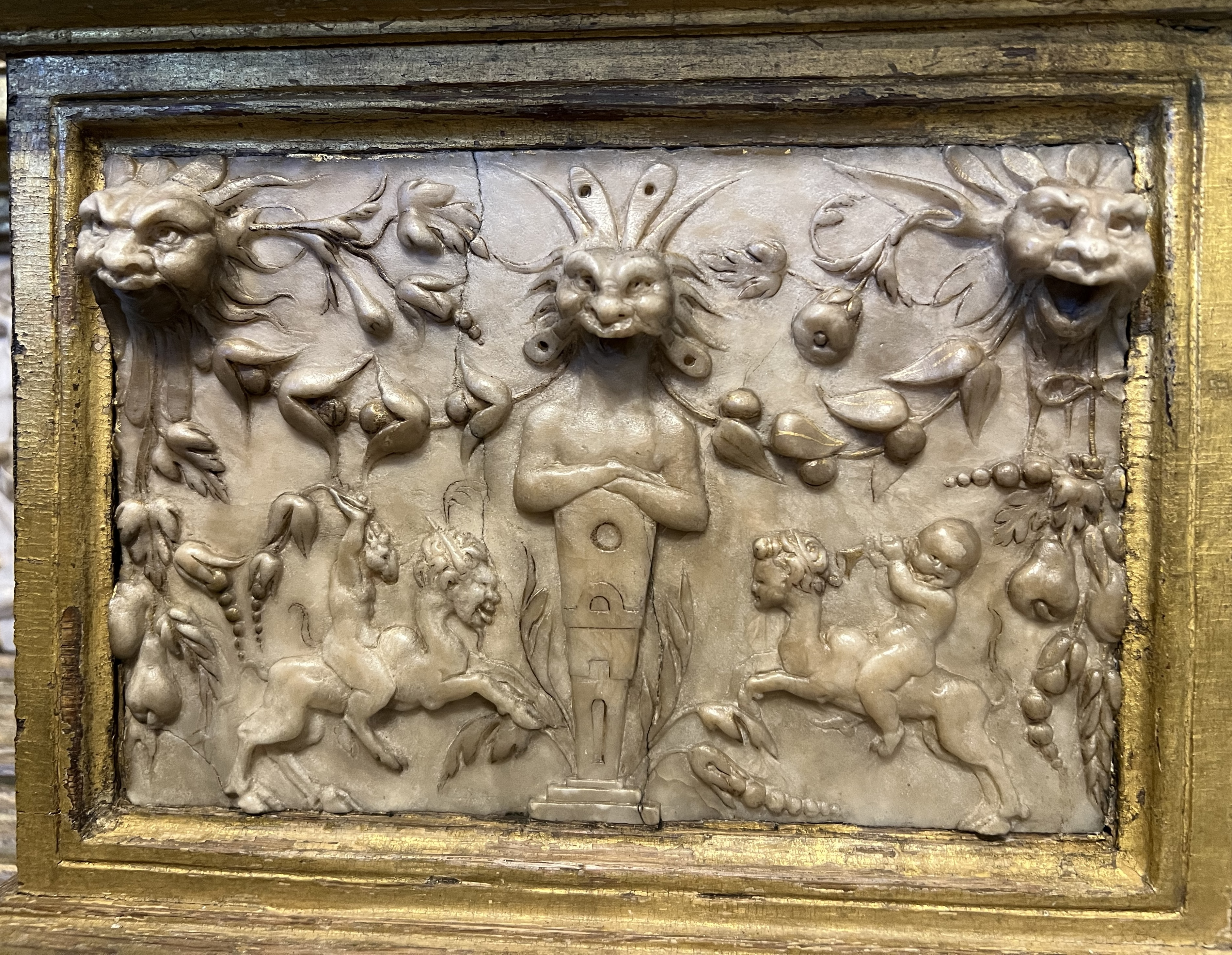
Figures grotesques au bas du retable en bois doré.
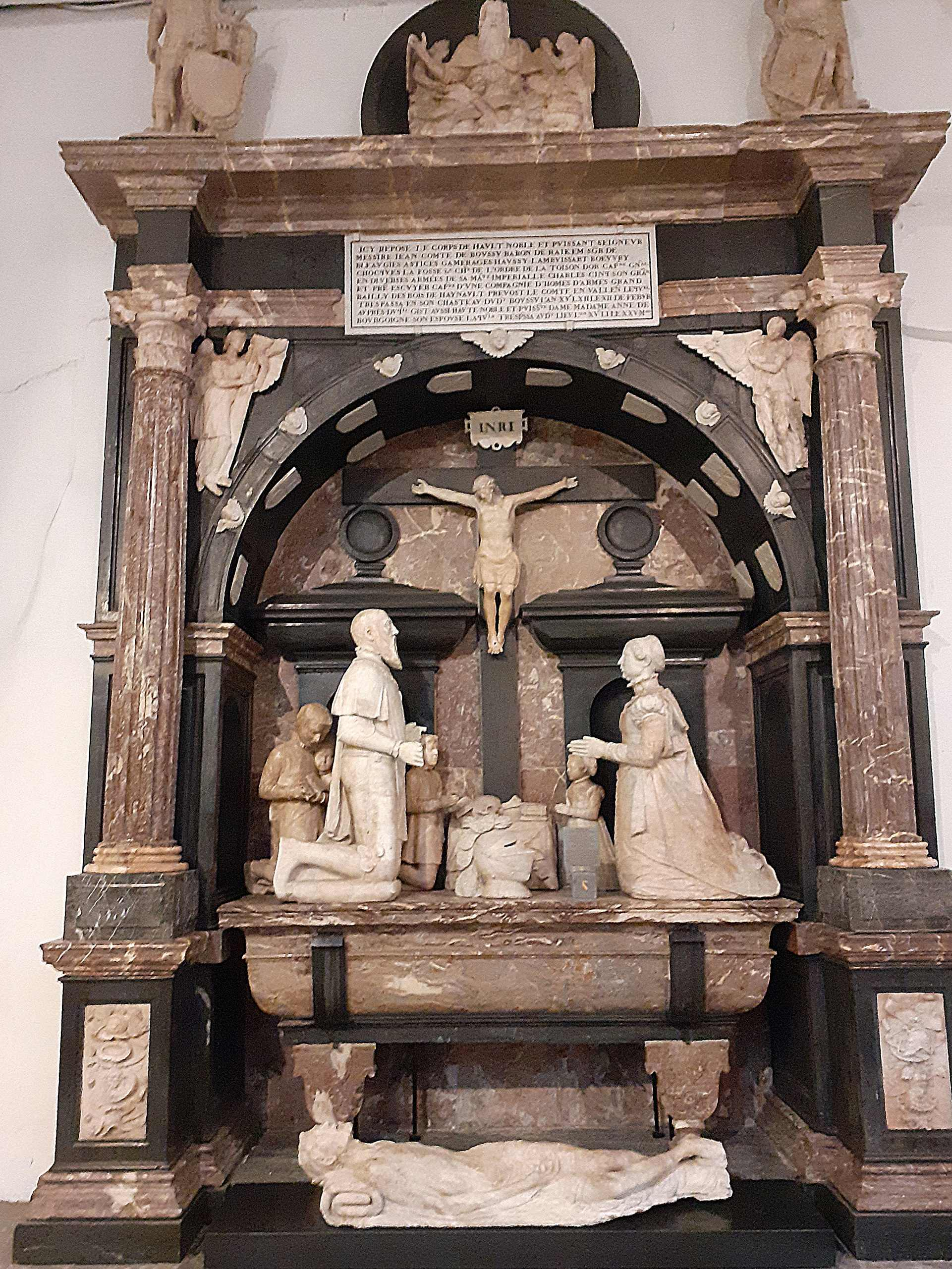
Mausolée de Jean V de Hennin-Liétard et d'Anne de Bourgogne (1570).
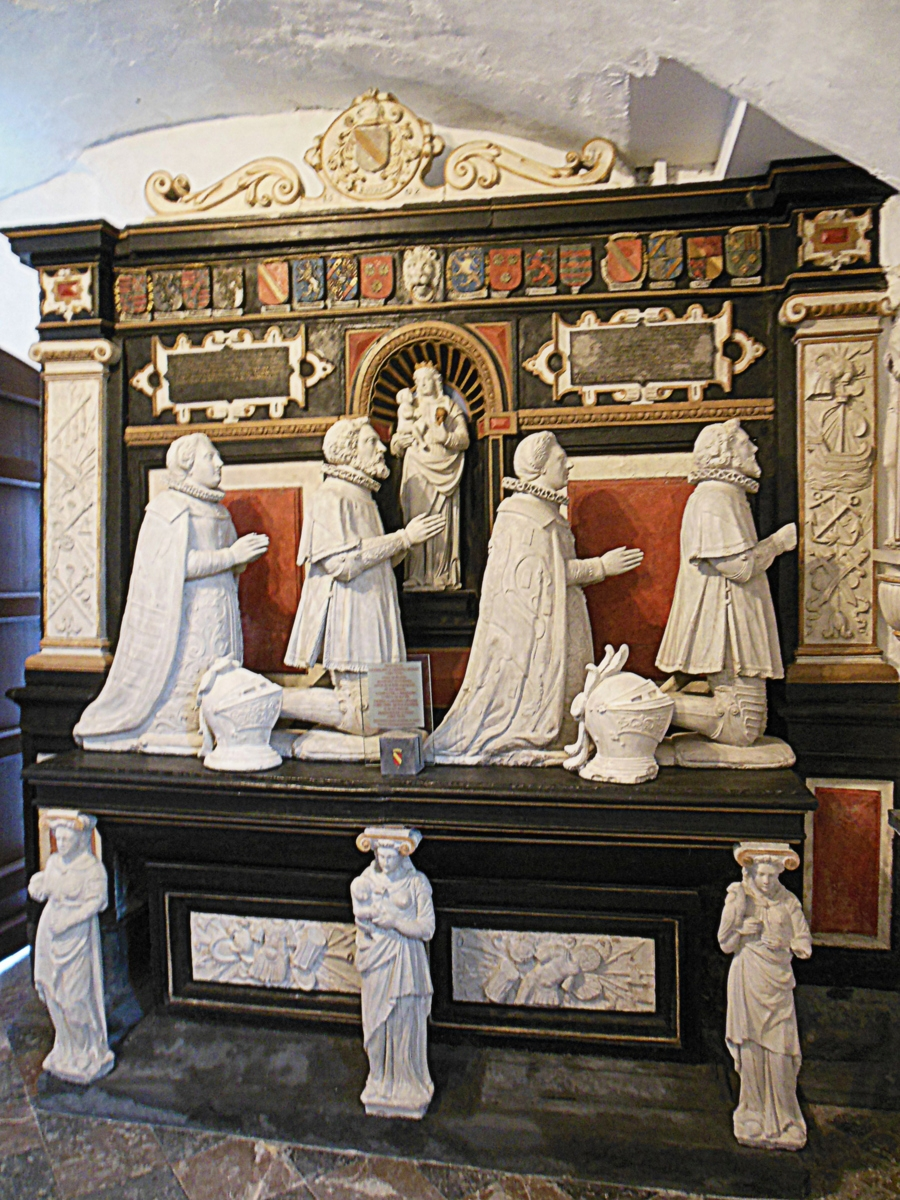
Mausolée de Maximilien I de Hennin-Liétard, de Pierre II et de leurs épouses (1580).
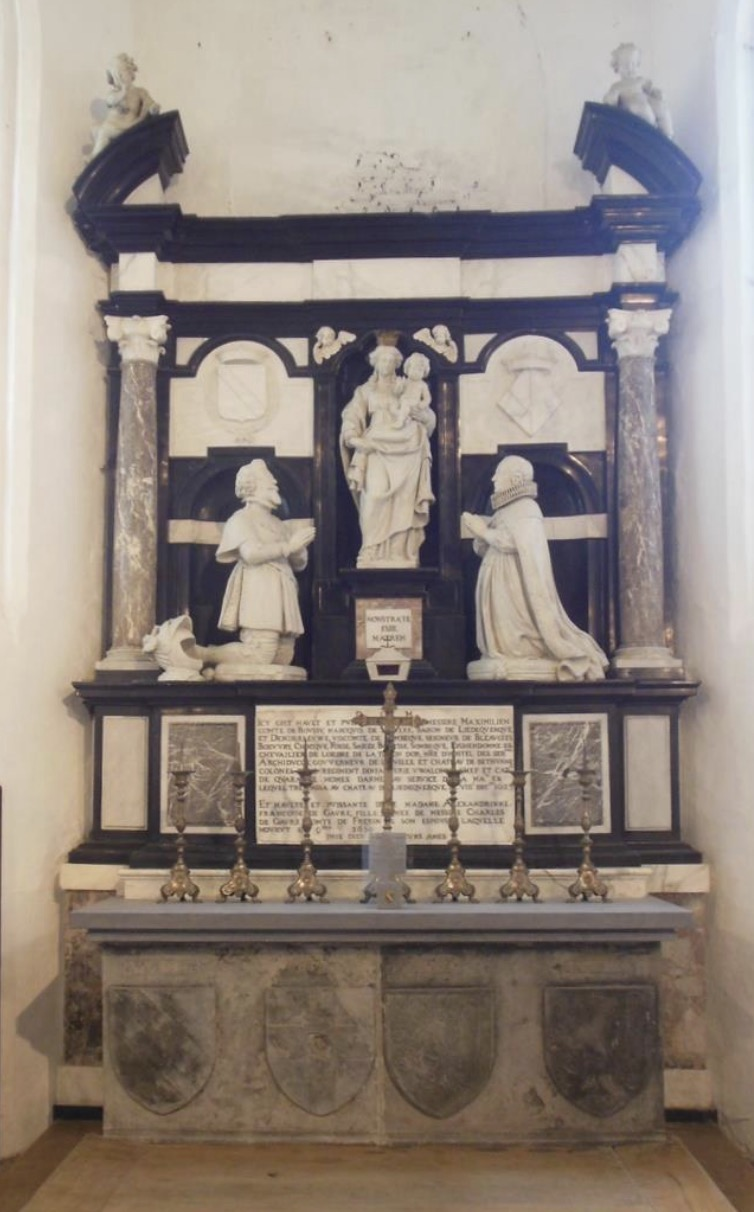
Autel et mausolée du comte Maximilien II (1625).
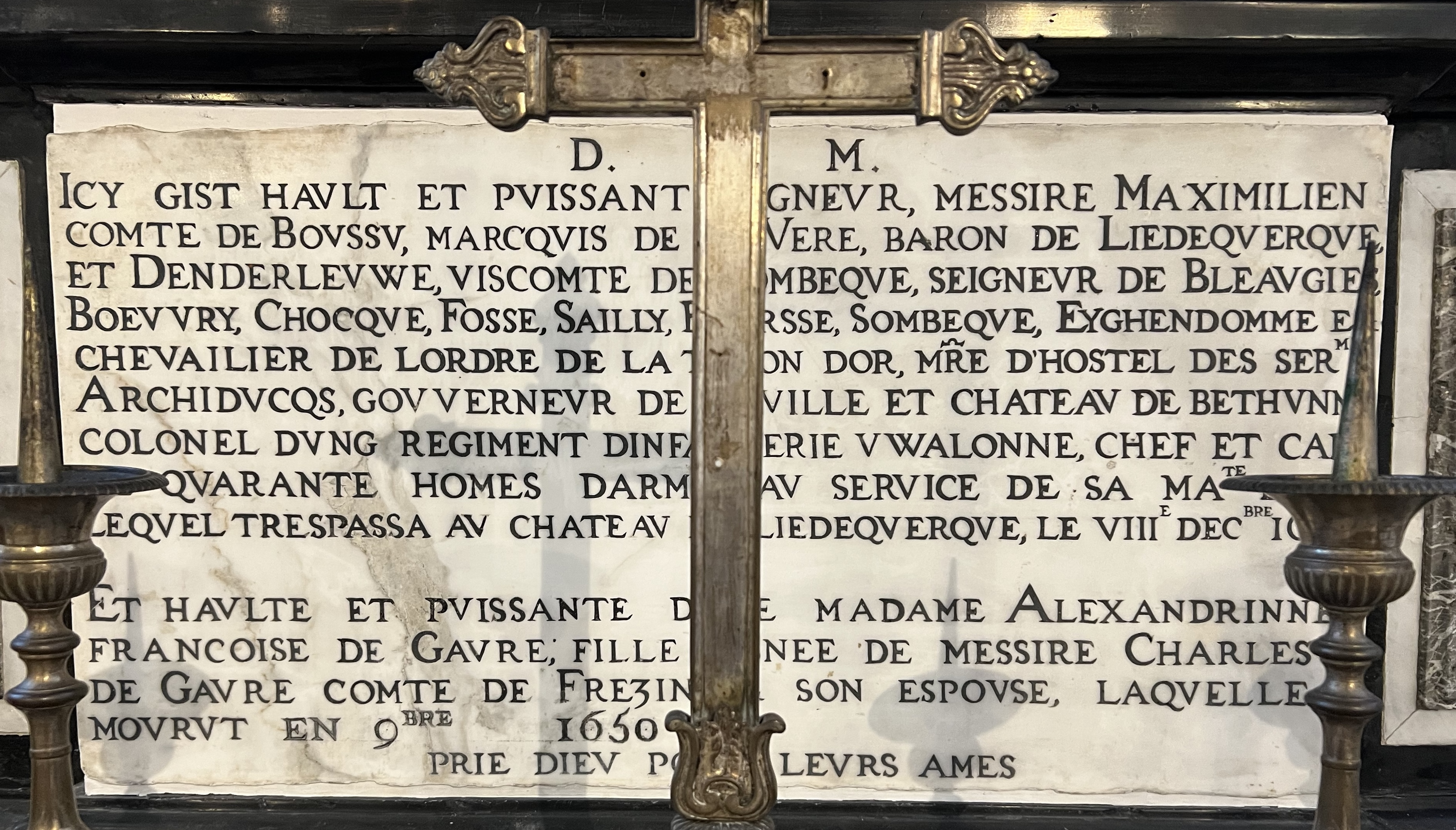
Dalle funéraire de Maximilien (1650).

### Les dalles funéraires
La chapelle contient deux dalles funéraires. La première est celle de Philippe de Hennin-Liétard (1535-1542), fils aîné de Jean V, orné des armoiries familiales et des symboles des quatre évangélistes. Seul le phylactère, peut-être une épitaphe, a été martelé soigneusement, pour une raison inconnue à ce jour. La seconde dalle de pierre bleue est celle de Marie-Béatrice de Velasco (1597-1599), fille de Don Luis de Velasco et d’Anne de Hennin-Liétard, sœur de Maximilien II. Deux urnes de marbre noir et blanc contiennent les cœurs de Louis-Charles-Victor Riquet de Caraman mort en 1839 et de son épouse Joséphine de Mérode-Westerloo, morte en 1824.